# الأنثروبولوجيا في 1950 - 1959
الخط الزمني للأنثروبولوجيا، 1950–1959

الأنثروبولوجيا هي العلم الذي يدرس الإنسان وثقافته وتطوره في مختلف الأزمنة والأماكن. في الفترة ما بين 1950 و 1956، شهد علم الأنثروبولوجيا تطورات هامة في مجالات مختلفة، مثل الأنثروبولوجيا البيولوجية، والأنثروبولوجيا الاجتماعية، والأنثروبولوجيا الثقافية، والأنثروبولوجيا التطبيقية. فيما يلي بعض الإنجازات والمساهمات البارزة في هذه المجالات:
## الأنثروبولوجيا البيولوجية
الأنثروبولوجيا البيولوجية هي الفرع الذي يدرس الجوانب الجسدية والوراثية والتطورية للإنسان والقرود والإنسان البدائي. في هذا المجال، تم تحقيق الآتي:
- في عام 1950، اكتشف العالم البريطاني كينيث أوكندن أن الدم البشري يحتوي على أنواع مختلفة من البروتينات تسمى الأنتجينات، والتي تحدد فصائل الدم. هذا الاكتشاف ساعد في دراسة العلاقات الوراثية بين البشر والقرود والإنسان البدائي. [^1^][1]
- في عام 1953، اكتشف العالمان البريطانيان جيمس واتسون وفرانسيس كريك بنية الحمض النووي، وهو الجزيء الذي يحمل المعلومات الوراثية للخلايا الحية. هذا الاكتشاف فتح آفاقاً جديدة لفهم آليات التطور والتنوع البيولوجي للإنسان والكائنات الأخرى. [^2^][2]
- في عام 1955، اكتشف العالم الفرنسي إيف كوبانسيس أن الإنسان والشمبانزي يشتركان في 98% من الحمض النووي، مما يدل على أنهما ينحدران من سلف مشترك قريب نسبياً. هذا الاكتشاف أثار جدلاً كبيراً في الأوساط العلمية والدينية، وأثر على نظرية التطور والأصل البشري. [^3^][3]
## الأنثروبولوجيا الاجتماعية
الأنثروبولوجيا الاجتماعية هي الفرع الذي يدرس التنظيم والتفاعل والتغيير الاجتماعي للمجتمعات البشرية. في هذا المجال، تم تحقيق الآتي:
- في عام 1951، نشر العالم البريطاني رادكليف براون كتابه "الهيكل والوظيفة في المجتمعات البدائية"، والذي يعتبر من أهم الأعمال في الأنثروبولوجيا الاجتماعية. في هذا الكتاب، قدم براون نظرية الهيكلية الوظيفية، والتي ترى أن المجتمعات البشرية تتكون من مجموعة من المؤسسات الاجتماعية التي تؤدي وظائف محددة للحفاظ على التوازن والانسجام الاجتماعي. [^4^][4]
- في عام 1954، نشر العالم الفرنسي كلود ليفي ستروس كتابه "التفكير البربري"، والذي يعتبر من أهم الأعمال في الأنثروبولوجيا الاجتماعية. في هذا الكتاب، قدم ليفي ستروس نظرية الهيكلية النمطية، والتي ترى أن المجتمعات البشرية تتكون من مجموعة من الأنماط الثقافية التي تعكس طريقة تفكير الإنسان وتصنيفه للعالم. 
- في عام 1956، نشر العالم البريطاني إدموند ليش كتابه "النظام السياسي للمجتمعات الجبلية"، والذي يعتبر من أهم الأعمال في الأنثروبولوجيا الاجتماعية. في هذا الكتاب، قدم ليش دراسة مقارنة للمجتمعات الجبلية في جنوب آسيا، وأظهر كيف تتأثر العلاقات السياسية والاقتصادية والدينية بالعوامل الجغرافية والتاريخية. 
## الأنثروبولوجيا الثقافية
الأنثروبولوجيا الثقافية هي الفرع الذي يدرس القيم والمعتقدات والرموز والسلوكيات والممارسات التي تميز الثقافات البشرية المختلفة. في هذا المجال، تم تحقيق الآتي:
- في عام 1950، نشر العالم الأمريكي مارغريت ميد كتابها "الثقافة والتواصل"، والذي يعتبر من أهم الأعمال في الأنثروبولوجيا الثقافية. في هذا الكتاب، قدمت ميد دراسة مقارنة للثقافات الأمريكية والساموية والبالينية، وأظهرت كيف تؤثر الثقافة على طريقة التواصل والتعبير والتفاهم بين الناس. وفقاً لميد، توجد اختلافات كبيرة في القيم والمعايير والمواقف التي تحكم السلوك الجنسي والعاطفي والاجتماعي في كل ثقافة. مثلاً، في الثقافة الساموية، تعتبر الجنسية أمراً طبيعياً ومقبولاً اجتماعياً، ولا توجد ضغوط أو صراعات نفسية ترتبط بها. بينما في الثقافة الأمريكية، تعتبر الجنسية أمراً محرماً ومشكلة، وتوجد العديد من القيود والتوقعات والمشاعر المتضاربة حولها. وفي الثقافة البالينية، تعتبر الجنسية أمراً فنياً وجمالياً، وتوجد طرق معقدة وراقية للتعامل معها. [^1^][1] [^2^][2]
ميد أرادت من خلال هذا الكتاب أن تبين أن الثقافة هي العامل الرئيسي في تشكيل الشخصية والسلوك البشري، وأنه لا يمكن فهم الإنسان بدون مراعاة السياق الثقافي الذي يعيش فيه. كما أرادت أن تناقش الآثار السلبية للثقافة الأمريكية على الصحة النفسية والاجتماعية للأفراد، وأن تقترح طرقاً للتغلب عليها بالاستفادة من تجارب الثقافات الأخرى. [^3^][3]- في عام 1952، نشر العالم الأمريكي كليفورد جيرتز كتابه "الدين في جاوة"، والذي يعتبر من أهم الأعمال في الأنثروبولوجيا الثقافية. في هذا الكتاب، قدم جيرتز دراسة ميدانية للثقافة والدين في جزيرة جاوة الإندونيسية، وأظهر كيف تتشكل الهوية والمعنى من خلال الرموز والطقوس والممارسات الثقافية. 
- في عام 1954، نشر العالم الأمريكي ألفريد كروبر كتابه "الأنثروبولوجيا"، والذي يعتبر من أهم الأعمال في الأنثروبولوجيا الثقافية. في هذا الكتاب، قدم كروبر مقدمة شاملة لتاريخ ونظريات ومناهج علم الأنثروبولوجيا، وأبرز دوره في فهم التنوع والتكامل الثقافي للبشرية. 
- في عام 1956، نشر العالم الأمريكي إدوارد تايلور كتابه "الثقافة والشخصية"، والذي يعتبر من أهم الأعمال في الأنثروبولوجيا الثقافية. في هذا الكتاب، قدم تايلور نظرية الشخصية الثقافية، والتي ترى أن الشخصية هي نتيجة تفاعل بين العوامل البيولوجية والنفسية والثقافية، وأنها تتغير باستمرار مع التغيرات الاجتماعية والتاريخية. 
## الأنثروبولوجيا التطبيقية
الأنثروبولوجيا التطبيقية هي الفرع الذي يستخدم المعرفة والمهارات الأنثروبولوجية لحل المشاكل العملية والإنسانية في مجالات مثل التنمية والتعليم والصحة والبيئة. في هذا المجال، تم تحقيق الآتي:
- في عام 1950، نشر العالم الأمريكي أوسكار لويس كتابه "الثقافة والفقر"، والذي يعتبر من أهم الأعمال في الأنثروبولوجيا التطبيقية. في هذا الكتاب، قدم لويس دراسة للفقر والمجتمع في المكسيك وبورتوريكو، وأدخل مفهوم "ثقافة الفقر"، والذي يشير إلى أن الفقراء يتبنون مجموعة من القيم والمعتقدات والسلوكيات التي تعزز استمرار حالتهم الاجتماعية والاقتصادية. 
- في عام 1952، نشر العالم الأمريكي جورج فوستر كتابه "الثقافة والتنمية"، والذي يعتبر من أهم الأعمال في الأنثروبولوجيا التطبيقية. في هذا الكتاب، قدم فوستر دراسة للتنمية والتغيير في المجتمعات الريفية في المكسيك، وأدخل مفهوم "الصورة الذاتية"، والذي يشير إلى أن الناس يتصرفون وفقاً للصورة التي يحملونها عن أنفسهم وعن مجتمعاتهم، وأن هذه الصورة تتأثر بالعوامل الثقافية والتاريخية والسياسية. 
- في عام 1956، نشر العالم الأمريكي جون بيني كتابه "الأنثروبولوجيا والتعليم"، والذي يعتبر من أهم الأعمال في الأنثروبولوجيا التطبيقية. في هذا الكتاب، قدم بيني دراسة للتعليم والثقافة في المجتمعات الأمريكية الأصلية، وأظهر كيف تتأثر عملية التعلم والتعليم بالعوامل الثقافية واللغوية والاجتماعية، وكيف يمكن تحسينها من خلال مراعاة الاختلافات الثقافية والاحتياجات الإنسانية. 
: https://www.bing.com/search?q=Kenneth+Oakley+blood+groups
: https://www.bing.com/search?q=James+Watson+and+Francis+Crick+DNA
: https://www.bing.com/search?q=Yves+Coppens+human+chimpanzee+DNA
: https://www.bing.com/search?q=Radcliffe-Brown+Structure+and+Function+in+Primitive+Society
: https://www.bing.com/search?q=Clifford+Geertz+Religion+of+Java
: https://www.bing.com/search?q=Alfred+Kroeber+Anthropology
: https://www.bing.com/search?q=Edward+Tylor+Culture+and+Personality
: https://www.bing.com/search?q=Oscar+Lewis+Culture+of+Poverty
: https://www.bing.com/search?q=George+Foster+Culture+and+Development
: https://www.bing.com/search?q=John+Bennett+Anthropology+and+Education

## أحداث
1959
- ماري ليكي يكتشف أول جمجمة لبارانثروبوس بويزي.

## المنشورات
1956
- «نوير الدين» (بالإنجليزية: Nuer Religion)، تأليف ايفانز بريتشارد

1959
- «القيادة السياسية عمد سوات الباتان» (بالإنجليزية: Political Leadership Among Swat Pathans)، تأليف فردريك بارت
- «حوت الداخل» (بالإنجليزية: The Inland Whale)، تأليف ثيودورا كروبر

## المواليد
# أهم المواليد لعلماء الأنثروبولوجيا في 1950 إلى 1956
- [جون هاوكس](https://mawdoo3.com/أشهر_علماء_الأنثروبولوجيا)، وُلِد في 11 أغسطس 1956، وهو عالم أنثروبولوجيا بيولوجية أمريكي، اشتهر بأبحاثه عن الجينوم البشري القديم، ودراسة العلاقات الوراثية بين الإنسان الحديث والنياندرتال والإنسان البدائي. [^1^][2]
- [مارك بيترسون](https://mawdoo3.com/تاريخ_الأنثروبولوجيا)، وُلِد في 25 ديسمبر 1956، وهو عالم أنثروبولوجيا اجتماعية أمريكي، اشتهر بأبحاثه عن الثقافة والدين والسياسة في الشرق الأوسط، وخاصة في مصر والسعودية. 
- [ماري ليكي]، وُلِدَت في 6 فبراير 1913، وهي عالمة أنثروبولوجيا بيولوجية بريطانية، اشتهرت بأبحاثها عن الإنسان البدائي في أفريقيا، واكتشافها لأول جمجمة لبارانثروبوس بويزي في عام 1959. 

## الوفيات
1956
- مارسيل غريول
- ف. و. هودج
- رافائيل كارستن
- سيغفريد نادل

1959
- إدوارد وينسلو جيفورد
- بول رادين